# Zagyva

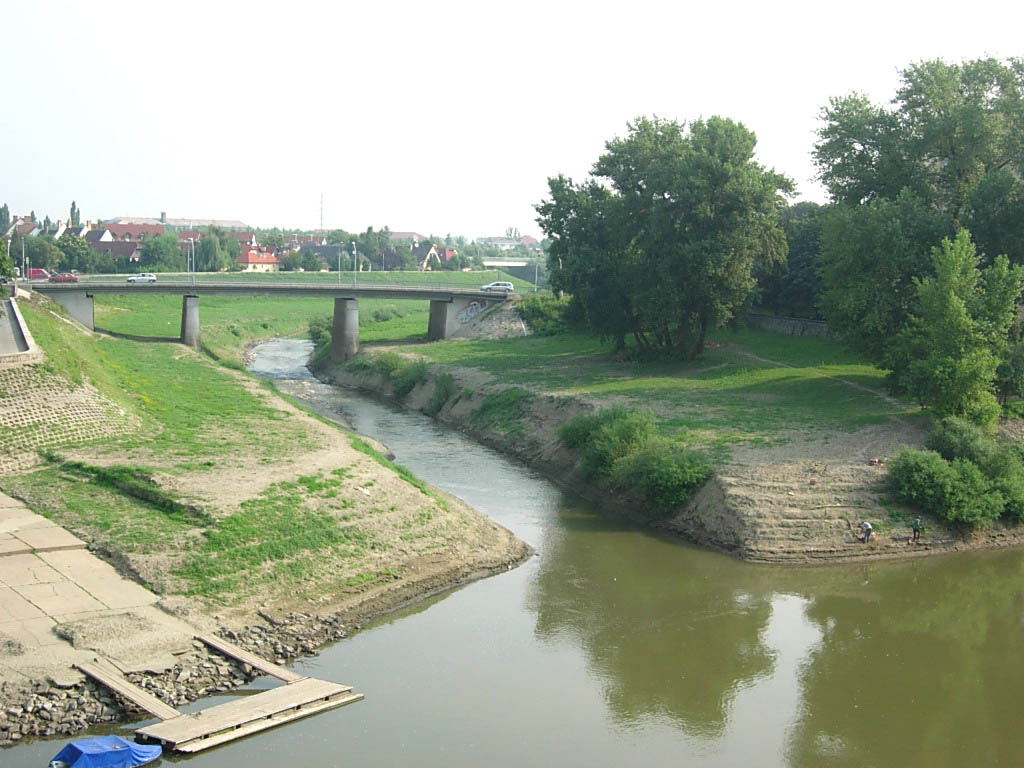
Il Zagyva alla confluenza nel Tibisco presso Szolnok.

Il Zagyva è un fiume dell'Ungheria settentrionale affluente del Tibisco. Nasce a sud di Salgótarján nella provincia di Nógrád e scorre verso sud separando con la sua valle le colline di Cserhát dai monti Mátra. Dopo un percorso di 179 km confluisce nel Tibisco a Szolnok.

## Città attraversate
Le principali città e paesi attraversati sono:
- Bátonyterenye,
- Pásztó,
- Hatvan,
- Szolnok.